# Пахлаві

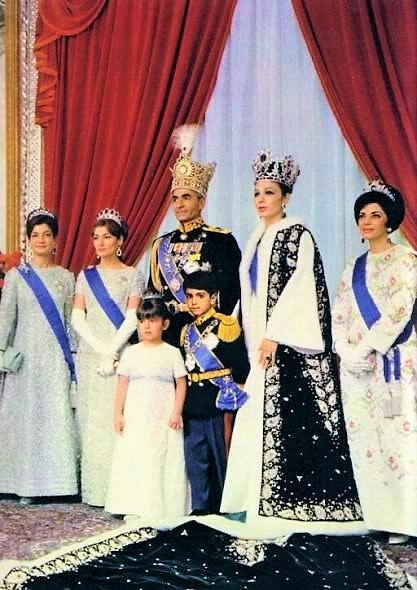
Коронація подружжя шаха Ірану в 1967. Ліворуч направо: принцеса Ашраф, принцеса Шахназ, шах, принцеса Фарахназ та наслідний принц Реза, Фарах Пахлаві, принцеса Шамс

Пахлаві́ або Паглаві́ (перс. پهلوی) — іранська шахська династія, ім'я якої було взято Резою Пахлаві для нагадування про династичний дім Карін-Пахлавідів, до якого, проте, Реза стосунку не мав. Першим шахіншахом цієї династії був Реза Шах Пахлаві, який зійшов на трон у 1925, а другим та останнім шахіншахом був Мохаммед Реза Пахлаві, повалений у 1979 під час Ісламської революції.
Офіційною назвою Ірану в період правління династії Пахлаві було: шаханшахська Держава Іран перс. دولت شاهنشاهی ایرا, трансліт. Доулат Шɒханшɒхі-йе Ірɒн, латиніз. Dowlat-e Shâhanshâhi-ye Irân, або Імперська Держава Іран (англ. Imperial State of Iran). У вітчизняних джерелах іноді зустрічалася назва: «Іранське Шахство», «Шахство Іран», але частіше просто «Іран», хоча до 1935 в європейських джерелах (включаючи російські та радянські джерела) вживалася назва «Персія» («Перське Шахство», «Перська Держава», рідше — «Шахство Персія», «Імперська Держава Персія», «Перська Імперія»).

## Зародження династії
У 1921, в розпал державної смути та зовнішньої інтервенції, іранський офіцер Реза Хан за допомогою Перської козацької бригади з боями зайняв столицю Тегеран, і був призначений Ахмад Шахом військовим губернатором та головнокомандувачем, а через деякий час — військовим міністром. У 1923 був призначений прем'єр-міністром. Використовуючи своє становище та авторитет, підготував повалення династії Каджарів. Установча асамблея меджлісу 31 жовтня 1925 оголосила про позбавлення влади Ахмад Шаха Каджара. 12 грудня 1925 Реза Хан проголошений новим шаханшахом Ірану.

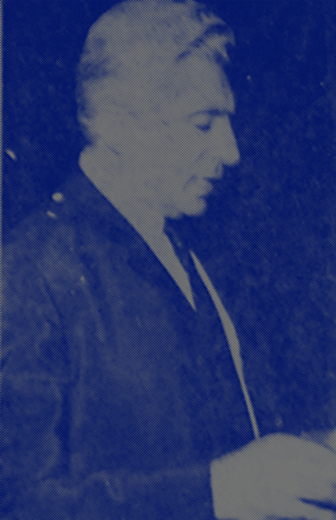
Реза Пахлаві

Реза Пахлаві оголосив політику широкомасштабної модернізації та індустріалізації, він послав фахівців проходити навчання в Європі та інших країнах, вирішив покращити інфраструктуру, систему освіти, побудувати залізниці й автомобільні дороги. До початку війни країна стала індустріалізовуватися і урбанізовуватися.
У 1935 шах зажадав, щоб іноземні держави стали офіційно використовувати самоназву держави — Іран — замість Персія (лише один з регіонів).

## Друга світова війна
У 1941 під час Другої світової війни Реза Шах спробував відмовити Великої Британії та СРСР у розміщенні їх військ на території Ірану. Англійські та радянські війська вторглися в Іран, і шах був примушений владою союзників до зречення. Уряд було скинуто. Війська контролювали залізниці та нафтові родовища. Мохаммед Реза Пахлаві, син шаха, одержав дозвіл зайняти трон.
У 1942 союзники прийняли угоду про суверенітет Ірану, проте СРСР вивів війська лише в травні 1946, контролюючи тривалий час провінції Східний Азербайджан і Західний Азербайджан.

## Після війни
Шах продовжував політику вестернізації країни, зроблені були кроки в бік рівноправності жінок, що викликало опозицію широких народних мас і мусульманського шиїтського духовенства. Сам шах намагався порвати з багатьма ісламськими традиціями, навіть ввів ненадовго літочислення не від хіджри, а від початку династії Ахеменідів.

### Біла революція
У березні 1975 в Ірані встановлений авторитарний однопартійний режим, всім громадянам було наказано належати до правлячої партії, а всі інші громадські об'єднання заборонені; ще раніше заснована також таємна поліція САВАК.

## Занепад та кінець династії
Ісламська революція 1979 в Ірані повалила шаха, і він покинув країну; помер у вигнанні в Каїрі наступного року. На хвилі проти реформ останнього шаху до влади прийшли ісламські фундаменталісти на чолі з аятолою Хомейні.

## Продовження династії
Шах Мохаммад Реза був одружений тричі. Третя дружина шаха, Фарах Діба, народила від нього трьох синів і була коронована як шахбану (імператриця) Ірану в 1967. Його старший син Реза Пахлаві Кір, названий на честь царя Кіра Перського, після смерті батька є главою дому Пахлаві та вважається іранськими монархістами шаханшахом Ірану у вигнанні, «сонцем арійців».

### Династія на грошах Ірану
Іранські шахи Реза Шах Пахлаві і його син Мохаммед Реза Пахлаві були зображені на всіх грошових знаках Ірану всіх номіналів з 1928 по 1979 включно. Їх портрети на грошах постійно змінювалися: спочатку дорослішали, потім старіли разом з ними.
Жителі Ірану протягом 52 років не бачили на грошах нікого, крім портретів шахів династії Пахлаві.
Також на честь Пахлаві була названа золота іранська монета.

## Глави дому Пахлаві
| Ім'я                  | Портрет | Текст заголовка                | Роки життя                      | Вступив на посаду | Покинув посаду  |
| --------------------- | ------- | ------------------------------ | ------------------------------- | ----------------- | --------------- |
| Реза Шах Пахлаві      |         | Засновник династії             | 16 березня 1878 — 26 липня 1944 | 15 грудня 1925    | 16 вересня 1941 |
| Мохаммед Реза Пахлаві |         | син Реза Шаха Пахлаві          | 26 жовтня 1919 — 27 липня 1980  | 16 вересня 1941   | 27 липня 1980   |
| Фарах Пахлаві         |         | дружина Мохаммеда Реза Пахлаві | 14 жовтня 1938                  | 27 липня 1980     | 27 липня 1981   |
| Реза Пахлаві Кір      |         | син Мохаммеда Реза Пахлаві     | 31 жовтня 1960                  | 27 липня 1981     | на посаді       |